# Hamani Diori
Hamani Diori (Soudouré, África Ocidental Francesa, 6 de junho de 1916 - Rabat, Marrocos, 23 de abril de 1989) foi o primeiro presidente do Níger entre 1960-1974. Tornou-se presidente em 1960, quando o Níger ganhou sua independência. Também foi primeiro-ministro do Níger entre 1958-1960 e ministro das relações exteriores do Níger entre 1960-1963 e 1965-1967.